# Mosquée Eyüp Sultan
La mosquée Eyüp Sultan (en turc : Eyüp Sultan Camii) est un sanctuaire islamique de la ville d'Istanbul, en Turquie. Elle doit son nom à l'un des compagnons de Mahomet, Abu Ayyub al-Ansari - appelé par les turcs Eyüp Sultan - tombé lors du premier siège de Constantinople.

## Présentation
La mosquée fut l'une des premières à être élevées après la prise de Constantinople, à l'emplacement du tombeau d'Eyüp Sultan. La première pierre de ce sanctuaire fut posée en 1453 en présence du sultan Mehmed II. Autour du tombeau d'Eyüp Sultan, recouvert de céramique d'Iznik, se trouve une nécropole autrefois réservée aux dignitaires ottomans. Le complexe auquel appartient la mosquée abrite également une madrasa et un hammam. 
Par la suite, tous les sultans s’y rendent pour y accomplir un rituel : la prise en charge symbolique de l’épée d’Osman, fondateur de la dynastie ottomane, lors de leur accession au pouvoir.
La mosquée actuelle fut partiellement reconstruite en 1800. Caractéristique de l'architecture ottomane, elle intègre une coupole et est entourée de deux minarets aux formes élancées.
Elle est située en dehors des murailles de Constantinople, non loin de la Corne d'Or, dans le district d'Eyüp, dans la partie européenne de la ville.